# چارلز دو
چارلز دو (انگلیسی: Charles Doe; ۴ سپتامبر ۱۸۹۸ – ۱۹ نوامبر ۱۹۹۵) بازیکن راگبی ۱۵ نفره اهل ایالات متحده آمریکا بود.
وی در مسابقات کشوری و بین‌المللی در مجموع برندهٔ ۲ مدال طلا شده‌است.